# 林美樹
林 美樹（はやし みき、1946年1月16日 - ）は、日本の女優である。本名は不明。1965年（昭和40年）、満19歳でアングラ劇団「劇団赤と黒」に参加、同年11月に映画界にデビューする。おもに独立系成人映画に出演したが、日活ロマンポルノ（1971年 - 1988年）以前の1968年（昭和43年）、およびそれ以降にも日活の作品に出演した。若松孝二監督の『犯された白衣』（1967年）、大和屋竺監督の『毛の生えた拳銃』（1968年）、渡辺護監督の『明日なき暴行』（1970年）等で知られる、成人映画初期の女優である。

## 人物・来歴

### 成人映画の時代
1946年（昭和21年）1月16日、第二次世界大戦終了直後の東京都北多摩郡調布町（現在の東京都調布市）に生まれる。
1964年（昭和39年）3月、新制高等学校を卒業する。1965年（昭和40年）に結成され、志村曜子、白川和子、青山リマらが在籍したことで知られるアングラ劇団「劇団赤と黒」（代表・松野京一）に入団、千代田区八重洲のカジバシ座等の舞台に立つ。同年11月に公開された升田邦子（桝田邦子）の主演作『狙われた肌』（監督山田隆）に出演して、映画界にデビューした。活動の軸足は劇団にあり、同年12月20日には、船橋大宝（のち移転して船橋ニュー大宝）で重光秀子、糸井香子らとともに『めす猫の宿』に出演する。1966年（昭和41年）8月23日公開の『女子大生の抵抗』（監督渡辺護）、1967年（昭和42年）3月公開の『情事の階段』（監督松原次郎）への出演以降、本格的に成人映画の世界に軸足を移す。『日本映画発達史』の田中純一郎は、同書のなかで黎明期の成人映画界のおもな出演者として、扇町京子、橘桂子、城山路子（光岡早苗と同一人物）、内田高子、香取環、新高恵子、松井康子、西朱実、朝日陽子、火鳥こずえ、華村明子、森美沙、湯川美沙、光岡早苗、路加奈子、有川二郎、里見孝二、川部修詩、佐伯秀男の名を挙げているが、林の名は挙げられていない。しかしながら林は、1965年という初期の時期に映画出演しており、田中が同様に黎明期のおもな脚本家・監督として挙げた人物のうち、渡辺護の監督昇進第9作に出演し、同年には『犯された白衣』等、若松孝二の初期代表作に主演ないしは準主演しており、独立系成人映画の初期を代表する女優である。
1968年（昭和43年）には、まだ日活ロマンポルノ（1971年 - 1988年）を開始していなかった日活がいくつか成人映画に触手を伸ばしており、児井英生の青山プロダクションが製作した『女浮世風呂』（監督井田探、脚本山崎巌）に清水世津、辰巳典子、美矢かほる、大月麗子、谷ナオミ、乱孝寿、内田高子、火鳥こずえらとともに出演、同じく『ある色魔の告白 色欲の果て』（監督江崎実生、脚本山崎巌）に乱孝寿、清水世津、高月絢子、火鳥こずえ、辰巳典子、美矢かほる、橘桂子、大月麗子、高鳥和子、真湖道代らとともに出演、同じく『秘帳 女浮世草紙』（監督井田探、構成小川欽也、脚本山崎巌）に火鳥こずえ、辰巳典子、真湖道代、乱孝寿、中原かほる、高月絢子らとともに出演、それぞれ同年7月10日、同年8月14日、同年10月19日に公開された。
1971年（昭和46年）11月に日活ロマンポルノが開始されると、藤井克彦監督による片桐夕子主演作『白い天使の誘惑』に出演、以降は、元シャープ・ホークスのサリー・メイ主演作『らしゃめんお万 雨のオランダ坂』（監督曾根中生、1972年3月18日公開）および『らしゃめんお万 彼岸花は散った』（同、1972年4月29日公開）、『艶説女侠伝 お万乱れ肌』（監督藤井克彦、1972年8月26日公開）といったシリーズのほかにも、日活では時代劇作品に多く出演した。当時、専門誌『成人映画』の編集長であった川島のぶ子は、「小柄で南方系のムードが人気を集め（た）」と評した。
『日本映画俳優全集・女優編』の川島のぶ子の記述によれば、1976年（昭和51年）の「『性と生活百年史』以降、スクリーンで見かけなくなった」とするが、小森白監督の『性と生活百年史』は、『残虐性拷問』と同一であり、1969年（昭和44年）12月25日にすでに公開された作品である。各種記録に残る最後の出演作は、1973年（昭和48年）10月に公開された『年上女の愛淫』（監督小川卓寛）である。以降の消息は知られておらず、存命であれば2014年（平成26年）には満68歳である。

### 再評価
2008年（平成20年）3月15日 - 同年4月4日にシネマヴェーラ渋谷で行なわれた「若松孝二大レトロスペクティブ」の特集上映で、『処女ゲバゲバ』（1969年）、『続日本暴行暗黒史 暴虐魔』（1967年）、『犯された白衣』（1967年）、『裸の銃弾』（1969年）、『性家族』（1971年）の5作が上映された。2012年（平成24年）9月28日 - 同29日に神戸映画資料館で行なわれた「プロ鷹クロニクル PART-1」の特集上映で、『或る色魔』（監督木俣堯喬、1968年）が16mmフィルム版上映用プリントで上映された。2013年（平成25年）8月3日 - 同30日にシネマヴェーラ渋谷で行なわれた「妄執、異形の人々傑作選」の特集上映で、出演作『大江戸性盗伝 女斬り』（監督藤井克彦、1973年）が35mmフィルム版上映用プリント（ニュープリント）で上映された。

## フィルモグラフィ
クレジットはすべて「出演」である。東京国立近代美術館フィルムセンター（NFC）等の所蔵・現存状況についても記す。

### 1965年 - 1966年
- 『狙われた肌』 : 製作加藤英一、企画三田浩、監督山田隆、主演升田邦子、製作朝日企画、配給東京企画、1965年11月公開（成人映画・映倫番号 14253）
- 『女子大生の抵抗』 : 監督渡辺護、主演野上正義・谷口朱里、製作扇映画、配給大蔵映画、1966年8月23日公開（成人映画・映倫番号 14631）

### 1967年
- 『情事の階段』 : 監督松原次郎、脚本花巻京太郎、主演志村曜子・辰巳典子、製作ヤマベプロダクション、配給関東映配、1967年3月公開（成人映画・映倫番号 不明） - 出演、上映用プリントをNFCが所蔵[8]
- 『犯された白衣』（『看護婦殺し秘話 犯された白衣』） : 企画・製作・監督若松孝二、脚本足立正生・若松孝二・唐十郎・山下治、主演唐十郎、製作・配給若松プロダクション、1967年3月公開（成人映画・映倫番号 不明） - 出演・「看護婦A」役、41分の上映用プリントをNFCが所蔵[8]・上映用プリントが現存[20]
- 『歪んだ情欲』 : 製作山辺信雄、監督松原次郎、脚本黒岩松次郎、主演美川恵子、製作ヤマベプロダクション、1967年4月公開（成人映画・映倫番号 不明）
- 『無軌道女性』 : 製作山辺信雄、企画岸信太郎、監督松原次郎、脚本団鬼六、主演滝リエ、製作ヤマベプロダクション、配給大蔵映画、1967年5月1日公開（成人映画・映倫番号 14913） - 出演・「町子」役
- 『鞭と肌』 : 製作山辺信雄、企画寿御代子、監督岸信太郎、脚本団鬼六、主演美川恵子、製作・配給関東映配、1967年6月11日公開（成人映画・映倫番号 14940） - 出演・「桂子」役
- 『ひめごと』 : 監督沢一平（高木丈夫）、主演柚木ミカ、製作シネユニモンド、配給関東ムービー配給社、1967年6月24日公開（成人映画・映倫番号 14931） - 出演
- 『性の三悪』 : 監督小川欽也、主演谷ナオミ・滝リエ、製作・配給大蔵映画、1967年8月1日公開（成人映画・映倫番号 15016）
- 『柔肌しぐれ』 : 製作山辺信雄、監督飛田良、脚本団鬼六、共演南麗花・瀧リカ、製作ヤマベプロダクション、配給関東映配、1967年8月11日公開（成人映画・映倫番号 不明） - 主演
- 『ネッキング』 : 企画菜穂俊一、監督奥脇敏夫、主演谷ナオミ、製作・配給ワールド映画、1967年8月公開（成人映画・映倫番号 不明）
- 『夜のただれ』 : 製作鷲尾飛天丸、企画千葉実、監督山本晋也、脚本五代斗志夫、共演武藤周作・清水世津、製作・配給日本シネマ、1967年9月2日公開（成人映画・映倫番号 15018） - 主演、58分の上映用プリントをNFCが所蔵[8]
- 『性犯』 : 監督小川欽也、主演井上幸子・鶴岡八郎、製作・配給大蔵映画、1967年10月3日公開[12][14]（成人映画・映倫番号 15084）
- 『肉地獄』 : 製作山辺信雄、監督松原次郎、原作・脚本花巻京太郎、共演辰巳典子、製作ヤマベプロダクション、配給関東映配、1967年10月17日公開（成人映画・映倫番号 15079） - 主演、上映用プリントをNFCが所蔵[8]
- 『売女』（ばいた） : 製作鷲尾飛天丸、企画千葉実、監督関孝二、脚本五代斗志夫、共演辰巳典子、製作・配給日本シネマ、1967年10月17日公開（成人映画・映倫番号 15099） - 主演、66分の上映用プリントをNFCが所蔵[8]
- 『女体残虐図（英語版）』 : 監督酒匂真直、主演谷ナオミ、製作・配給大蔵映画、1967年10月28日公開（成人映画・映倫番号 15121） - 出演・「はるえ」役
- 『悪道魔十年』（『悪道庵十年』） : 総監督小森白、監督渡辺護・山本晋也、脚本五代斗志夫、共演美矢かほる・谷ナオミ・泉ユリ・松井康子、製作東京興映、配給新東宝映画、1967年10月公開（成人映画・映倫番号 不明） - 出演、上映用プリントをNFCが所蔵[8]
- 『続日本暴行暗黒史 暴虐魔』 : 監督若松孝二、脚本出口出、共演山下治、製作若松プロダクション、配給葵映画、1967年12月公開（成人映画・映倫番号 不明） - 主演、上映用プリントが現存[20]
- 『好色妻』 : 監督小川欽也、製作・配給ワールド映画、1967年公開（成人映画・映倫番号 不明） - 主演
- 『現代・愛の事典 知りたい年頃』 : 監督山本晋也、主演谷ナオミ、製作わたなべプロダクション、配給東京興映、1967年公開（成人映画・映倫番号 不明）

### 1968年
- 『悪女乱行』 : 監督小川欽也、主演谷ナオミ、製作・配給大蔵映画、1968年1月31日公開[14]（成人映画・映倫番号 不明）
- 『処女強奪』 : 監督小川欽也、共演辰巳典子・谷ナオミ・檜みどり、製作・配給大蔵映画、1968年3月2日公開[14]（成人映画・映倫番号 不明） - 主演
- 『色道仁義』 : 製作山辺信雄、企画岸信太郎、監督三樹英樹、脚本団鬼六、主演清水世津・桂奈美・谷ナオミ・渚マリ・乱孝寿・辰巳典子、製作ヤマベプロダクション、配給日本シネマ、1968年3月公開（成人映画・映倫番号 15295） - 出演・「百合」役
- 『0号夫人の告白より 好色秘話』 : 監督片岡均、主演富士千波・乱孝寿、製作光映画、配給大蔵映画、1968年3月26日[14]公開（成人映画・映倫番号 不明） - 主演
- 『怪談バラバラ幽霊』 : 監督小川欽也、主演秋川玲子、製作・配給大蔵映画、1968年5月28日公開（成人映画・映倫番号 15371） - 出演・「姉澄江」役
- 『肉体の契約書』 : 監督渡辺護、製作渡辺プロダクション、配給六邦映画、1968年5月公開（成人映画・映倫番号 不明） - 主演
- 『犯す』（改題『毛の生えた拳銃』） : 企画・製作若松孝二、監督大和屋竺、共演麿赤児・大久保鷹、製作若松プロダクション、1968年5月公開（成人映画・映倫番号 不明） - 主演・「恵子」役、65分の上映用プリントをNFCが所蔵[8]
- 『熱い犯行』 : 製作鷲尾飛天丸、企画千葉実、監督佐々木元、脚本五代斗志夫、主演ハニーヨシカワ、製作・配給日本シネマ、1968年6月公開（成人映画・映倫番号 15402） - 出演・「妙子」役
- 『女浮世風呂』 : 企画児井英生、監督井田探、脚本山崎巌、主演葉山良二、製作青山プロダクション、配給日活、1968年7月10日公開（成人映画・映倫番号 15430） - 出演・「しゅん」役
- 『口説 あの手この手』[4]（『あの手この手』[9]） : 監督品川照二（品川昭二[9]）、製作・配給ユニフィルム、1968年5月審査[4]・7月公開（成人映画・映倫番号 15364） - 主演
- 『暴行犯』 : 監督山本晋也、製作東京興映、配給新東宝興業、1968年7月公開（成人映画・映倫番号 15392） - 主演
- 『女体の泥沼』 : 監督向山勝人、主演橘桂子・清水世津、製作・配給大蔵映画、1968年7月30日公開[14]（成人映画・映倫番号 15414）
- 『ある色魔の告白 色欲の果て』 : 企画児井英生、監督江崎実生、脚本山崎巌、主演高品格・藤木孝、製作青山プロダクション、配給日活、1968年8月14日公開（成人映画・映倫番号 15484） - 出演・「五条ルミ」役
- 『情痴のしげみ』 : 監督小川欽也（都築葉之助[14]）、主演清水世津、製作・配給大蔵映画、1968年8月31日公開[14]（成人映画・映倫番号 15504）
- 『続・肉体女優日記』 : 監督佐々木元、主演乱孝寿、製作前衛企画、配給日本シネマ、1968年10月公開（成人映画・映倫番号 不明） - 出演・「立花ユミ」役
- 『処女解禁』 : 監督都築葉之助、製作・配給大蔵映画、1968年10月1日公開[14]（成人映画・映倫番号 15552） - 主演
- 『秘帳 女浮世草紙』 : 製作児井英生、監督井田探、構成小川欽也、脚本山崎巌、主演葉山良二・名和宏、製作青山プロダクション、配給日活、1968年10月19日公開（成人映画・映倫番号 15595） - 出演・「たか」役
- 『寄生虫』（『夜の寄生虫』） : 製作・監督沢賢介、共演鶴岡八郎、製作サワプロダクション、配給六邦映画、1968年10月公開（成人映画・映倫番号 15515） - 主演、70分の上映用プリントをNFCが所蔵[8]
- 『好色マンション㊙室』 : 監督小川欽也、共演ハニーレイヌ、製作・配給大蔵映画、1968年11月2日公開[14]（成人映画・映倫番号 15594） - 主演
- 『日本性犯罪史 白昼の暴行鬼』（『日本犯罪史 白昼の暴行鬼』） : 監督酒匂真直、共演辰巳典子・美矢かほる、製作・配給六邦映画、1968年11月公開（成人映画・映倫番号 15616） - 主演、72分の上映用プリントをNFCが所蔵[8]
- 『刑法208条 異常暴行罪』（『異常暴行罪』） : 製作馬場内弘、監督奥脇敏夫、脚本池田正一、主演清水世津・辰巳典子、製作・配給日本シネマ、1968年11月公開（成人映画・映倫番号 15582） - 出演、73分の上映用プリントをNFCが所蔵[8]
- 『欲情のうずまき』 : 監督小川欽也、製作・配給大蔵映画、1968年12月3日公開[14]（成人映画・映倫番号 15636） - 主演
- 『女子学生残酷白書 真赤なうぶげ』 : 監督渡辺護、脚本五代斗志夫、主演ハニーレーヌ、製作東京芸術協会、配給関東映配、1968年12月公開（成人映画・映倫番号 不明）
- 『残忍㊙女責め』 : 製作馬場内弘、監督梅沢薫、脚本池田正一、共演津崎公平・乱考寿、製作・配給日本シネマ、1968年12月公開（成人映画・映倫番号 15638） - 主演、74分の上映用プリントをNFCが所蔵[8]
- 『或る色魔』 : 企画・監督・脚本木俣堯喬、主演桂奈美、製作・配給プロダクション鷹、1968年公開（成人映画・映倫番号 不明） - 出演・「竹村綾子」役、57分の16mmフィルム版プリントが現存[21]
- 『濡れた人妻』 : 監督奥脇敏夫、製作・配給ワールド映画、1968年公開（成人映画・映倫番号 不明） - 主演
- 『セックス』 : 監督小川欽也、共演桂奈美、製作・配給大蔵映画、1968年公開（成人映画・映倫番号 不明） - 主演・「加藤エマ」役
- 『現代悪女伝 牝のかまきり』 : 監督渡辺護、製作中央映画、1968年公開（成人映画・映倫番号 不明） - 主演
- 『肉体の餌』 : 製作鷲尾飛天丸、企画千葉実、監督梅沢薫、脚本五代斗志夫、共演辰巳典子、製作・配給日本シネマ、1968年公開（成人映画・映倫番号 不明） - 主演、67分の上映用プリントをNFCが所蔵[8]
- 『女王蜂乱行』[14]（『女王蜂乱交』） : 監督小川欽也、主演美矢かほる、製作・配給大蔵映画、1968年12月31日公開[14]（成人映画・映倫番号 15702）

### 1969年
- 『好色坊主 四十八手斬り』（『好色坊主四八十手斬り』『好色坊主48手斬り』） : 監督東元薫、主演酒巻輝男、製作上松プロダクション、配給日映、1969年1月公開（成人映画・映倫番号 15694）
- 『犯された牝たち』 : 監督都築葉之助、主演二条朱実、製作・配給大蔵映画、1969年2月4日公開[14]（成人映画・映倫番号 不明）
- 『濡れた乳房』 : 監督小川欽也、主演中原かほる・相原香織、製作・配給大蔵映画、1969年3月4日公開[14]（2月公開とも、成人映画・映倫番号 15767）
- 『貞操帯』 : 製作清一世、監督山本晋也、共演乱孝寿・小島マリ、製作東京興映、配給新東宝興業、1969年2月公開（成人映画・映倫番号 不明） - 主演
- 『好色一代 無法松』 : 企画・監督武田有生、主演辰巳典子、製作・配給六邦映画、1969年3月公開（成人映画・映倫番号 15765）
- 『性の回転』（『生の回転』） : 監督小川欽也、主演二条朱美・美矢かほる、製作・配給大蔵映画、1969年4月公開（成人映画・映倫番号 15798） - 出演、65分の上映用プリントをNFCが所蔵[8]
- 『肉欲の争奪』 : 監督小川欽也、主演二条朱美・美矢かほる、製作・配給大蔵映画、1969年4月8日公開[14]（成人映画・映倫番号 15815）
- 『お産と避妊』 : 監督小川欽也、主演二条朱美、製作・配給大蔵映画、1969年4月29日公開[14]（成人映画・映倫番号 15848）
- 『女極道色欲一代』 : 製作高橋征生、監督伊世亜夫、脚本団鬼六、主演里見孝二・水咲陽子、製作中川プロダクション、配給ミリオンフィルム、1969年5月公開（成人映画・映倫番号 15862） - 出演・「町子」役、68分の上映用プリントをNFCが所蔵[8]
- 『いろ卍』（審査題『いろ＋』） : 監督橘明、共演嵯波美也子・乱孝寿、製作東京興映、配給新東宝興業、1969年5月公開（成人映画・映倫番号 不明） - 主演
- 『色欲のおとし穴』 : 監督小川欽也、主演二条朱美、製作・配給大蔵映画、1969年5月27日公開[14]（成人映画・映倫番号 不明）
- 『狙われた濡れ肌』 : 監督小川欽也、主演二条朱美、製作・配給大蔵映画、1969年6月公開（成人映画・映倫番号 15910）
- 『競艶おんな極道 色道二十八人衆』 : 監督武田有生、脚本団鬼六、主演珠瑠美、製作・配給六邦映画、1969年5月審査・同年6月公開（成人映画・映倫番号 15919）
- 『夜になったら殺して』 : 製作馬場内弘、監督宮口圭、脚本池田正一、主演辰巳典子、製作・配給日本シネマ、1969年8月25日審査・同年9月公開（成人映画・映倫番号 不明） - 出演、57分の上映用プリントをNFCが所蔵[8]
- 『やわ肌無宿 男殺し女殺し』（『男殺し女殺し』） : 企画・製作・監督若松孝二、脚本出口出、共演芦川絵里、製作若松プロダクション、配給葵映画、1969年10月公開（成人映画・映倫番号 15943） - 主演
- 『処女ゲバゲバ（英語版）』 : 企画・製作・監督若松孝二、脚本出口出、主演芦川絵里、製作・配給若松プロダクション、1969年公開（成人映画・映倫番号 不明） - 出演、62分の上映用プリントをNFCが所蔵[8]・上映用プリントが現存[20]
- 『男ごろし女ごろし 裸の銃弾』（『裸の銃弾』[20]） : 企画・製作・監督若松孝二、脚本出口出、主演港雄一・吉沢健、製作・配給若松プロダクション、1969年公開（成人映画・映倫番号 不明） - 出演、上映用プリントが現存[20]
- 『無貞操少女』 : 監督北見一郎、製作新東京企画、配給国映、1969年公開（成人映画・映倫番号 不明） - 主演
- 『女の獄門』（『おんなの獄門』） : 監督萩原遼、主演嵯波美也子、製作東京興映、配給新東宝興業、1969年公開（成人映画・映倫番号 不明） - 出演
- 『女色痴態』 : 監督山本晋也、製作東京興映、配給新東宝興業、1969年公開（成人映画・映倫番号 不明） - 主演
- 『残虐性拷問』（『性と生活百年史』） : 監督小森白（堀越善明）、1969年12月25日・1970年公開（成人映画・映倫番号 不明） - 出演、上映用ポジプリントをNFCが所蔵[8]

### 1970年
- 『牝?おす?両性?』 : 監督小川欽也、主演辰巳典子・美矢かほる、製作・配給大蔵映画、1970年1月3日公開[14]（成人映画・映倫番号 不明）
- 『H経験』 : 監督小川欽也、主演美矢かほる、製作・配給大蔵映画、1970年2月3日公開[14]（成人映画・映倫番号 不明）
- 『女子寮情痴図』 : 監督小川欽也、共演辰巳典子・乱孝寿、製作・配給大蔵映画、1970年3月3日公開[14]（成人映画・映倫番号 16227） - 主演
- 『セクシープラン』 : 監督小川欽也、主演辰巳典子、製作・配給大蔵映画、1970年7月31日審査・8月公開（成人映画・映倫番号 16466） - 出演・「洋子」役
- 『浮気の四角関係』 : 監督小川欽也、主演杉夕子、製作・配給大蔵映画、1970年9月29日公開[14]（成人映画・映倫番号 16503） - 出演・「崎山好子」役
- 『現代女子学生 性の告白』 : 監督北見一郎、主演乱孝寿・星リナ、製作・配給葵映画、1970年10月公開（成人映画・映倫番号 不明） - 主演
- 『明日なき暴行』 : 監督渡辺護、製作・配給国映、1970年10月公開（成人映画・映倫番号 不明） - 主演、70分のVHSビデオグラムをハミングバードが発売
- 『獣欲の取引き』 : 監督小川欽也、主演辰巳典子、製作・配給大蔵映画、1970年11月3日公開[14]（成人映画・映倫番号 16547）
- 『日本暴行暗黒史 怨獣』 : 監督若松孝二、脚本出口出、主演辰巳典子、製作若松プロダクション、1970年12月公開（成人映画・映倫番号 不明）

### 1971年
- 『不倫恥帯』 : 監督小川欽也、製作・配給大蔵映画、1971年2月9日公開（成人映画・映倫番号 16650） - 主演[14]
- 『日本犯罪史さわり魔』 : 監督梅沢薫、製作・配給ワールド映画、1971年2月公開（成人映画・映倫番号 16664） - 主演[14]
- 『偽処女乱行』 : 監督小川欽也、製作・配給大蔵映画、1971年3月公開（成人映画・映倫番号 16676） - 主演[14]
- 『女子大生好色狩り』 : 監督小川欽也、製作・配給大蔵映画、1971年4月公開（成人映画・映倫番号 16713） - 主演[14]
- 『妻と夫の交換』 : 監督小川欽也、主演白川和子、製作・配給大蔵映画、1971年5月公開（成人映画・映倫番号 16748） - 出演[14]
- 『欲情する思春期娘』 : 監督小川欽也、主演祝真理、製作・配給大蔵映画、1971年5月25日審査・6月公開（成人映画・映倫番号 16791）
- 『女体公害』 : 監督小川欽也、製作・配給大蔵映画、1971年7月公開（成人映画・映倫番号 16855） - 主演[14]
- 『エロ百科 脱ぎくらべ』 : 監督都築葉之助、主演杉村久美、製作・配給大蔵映画、1971年8月公開（成人映画・映倫番号 16880） - 出演[14]
- 『乱れた痴態』 : 監督小川欽也、主演瀬川ルミ、製作・配給大蔵映画、1971年9月公開（成人映画・映倫番号 16897）
- 『新妻の性体験』 : 監督小川欽也、脚本水谷一二三、主演杉村久美、製作・配給大蔵映画、1971年10月公開（成人映画・映倫番号 16907） - 出演・「村上悦子（女性週刊誌記者）」役
- 『主婦の生態調査 夜の演技』 : 監督渡辺護、製作・配給大蔵映画、1971年10月公開（成人映画・映倫番号 16910） - 主演[14]
- 『ポルノ的告白 官能の少女』（『官能の少女』） : 監督稲尾実、製作・配給大蔵映画、1971年11月公開（成人映画・映倫番号 16934） - 主演[14]
- 『女高生のうめき』 : 監督小川欽也、製作・配給大蔵映画、1971年10月公開（成人映画・映倫番号 16942） - 主演
- 『性家族』 : 企画・製作矢元一行、監督若松孝二、脚本出口出、主演香取環、製作・配給国映、1971年12月公開（成人映画・映倫番号 不明） - 出演・「秋子」役、上映用プリントが現存[20]
- 『禁じられた性』（きんじられたセックス） : 監督小川欽也、主演杉村久美、製作・配給大蔵映画、1971年12月公開（成人映画・映倫番号 16976） - 出演[14]

### 1972年
- 『濡れ弁天御開帳』 : 監督渡辺護、共演桜マミ、製作・配給大東映画、1972年1月公開（成人映画・映倫番号 17011） - 主演
- 『新婚ポルノ乱行』 : 監督小川欽也、共演瀬川ルミ、製作・配給大蔵映画、1972年2月公開（成人映画・映倫番号 17054） - 主演
- 『白い天使の誘惑』 : 企画岡田裕、監督藤井克彦、主演片桐夕子、製作・配給日活、1972年2月19日公開（成人映画・映倫番号 17076） - 出演・「尾崎冴子」役
- 『淫風女子大寮』 : 監督小川欽也、脚本水谷一二三、主演杉村久美・瀬川ルミ、製作・配給大蔵映画、1972年2月公開（成人映画・映倫番号 17070） - 出演・「吉田ユリ子（女子大生）」役
- 『らしゃめんお万 雨のオランダ坂』 : 企画岡田裕、監督曾根中生、主演サリー・メイ、製作・配給日活、1972年3月18日公開（成人映画・映倫番号 17098） - 出演・「お秋」役、2006年ジェネオンがDVD発売[23]
- 『らしゃめんお万 彼岸花は散った』 : 企画岡田裕、監督曾根中生、脚本大和屋竺、主演サリー・メイ、製作・配給日活、1972年4月29日公開（成人映画・映倫番号 17153） - 出演・「お秋」役、2012年ハピネットがDVD発売[24]
- 『淫魔』 : 監督小川欽也、共演宮下順子、製作・配給大蔵映画、1972年4月公開（成人映画・映倫番号 17097） - 主演[14]
- 『金髪ポルノ狂』 : 監督小川欽也、製作・配給大蔵映画、1972年4月公開（成人映画・映倫番号 17157） - 主演・「田中順子（ルポライター）」役
- 『淫らな女王蜂』 : 監督小川欽也、製作・配給大蔵映画、1972年5月10日審査・公開（成人映画・映倫番号 17168） - 主演・「亜紀子（後家成金）」役
- 『性談牡丹燈籠』 : 企画伊藤亮爾、監督曾根中生、主演小川節子、製作・配給日活、1972年6月28日公開（成人映画・映倫番号 17220） - 出演・「お国」役、67分の上映用プリントをNFCが所蔵[8]
- 『プロセックス』 : 監督小川欽也、主演泉ユリ、製作・配給大蔵映画、1972年7月公開（成人映画・映倫番号 17183） - 出演[14]
- 『ブロンド娘の色狂い』 : 監督小川卓寛、主演泉ユリ、製作・配給大蔵映画、1972年7月公開（成人映画・映倫番号 17208）
- 『艶説女侠伝 お万乱れ肌』 : 監督藤井克彦、主演サリー・メイ、製作・配給日活、1972年8月26日公開（成人映画・映倫番号 17309） - 出演・「お才」役
- 『エロチカ色合戦』（『エロチカイロ合戦』[14]） : 監督小川欽也、製作・配給大蔵映画、1972年8月公開（成人映画・映倫番号 17263） - 主演
- 『セックス裏入門』 : 監督小川卓寛、製作・配給大蔵映画、1972年8月公開（成人映画・映倫番号 17242） - 主演
- 『逆転セックス』 : 監督小川卓寛、脚本水谷一二三、共演城新子、製作・配給大蔵映画、1972年9月公開（成人映画・映倫番号 17286） - 主演・「吉田敏子（女子大生）」役
- 『獣欲と純愛』 : 監督小川卓寛、主演城新子・青山美沙、製作・配給大蔵映画、1972年10月公開（成人映画・映倫番号 17327） - 出演[14]
- 『淫らな花弁』 : 監督渡辺護、主演水木良子・城新子、製作・配給大東映画、1972年10月公開（成人映画・映倫番号 17345）
- 『未開娘の性』 : 監督小川卓寛、製作・配給大蔵映画、1972年11月公開（成人映画・映倫番号 17353） - 主演・「圭子」役
- 『セックス修学旅行』 : 監督小川卓寛、製作・配給大蔵映画、1972年12月公開（成人映画・映倫番号 17383） - 主演

### 1973年
- 『脱獄犯のバラード 愛欲への暴走』（『愛欲への暴走』） : 製作・監督・脚本西原儀一、共演泉ユリ・乱孝寿、製作・配給葵映画、1973年1月公開（成人映画・映倫番号 17498） - 主演
- 『肉体の秘技』 : 監督小川卓寛、共演城新子・青山美沙、製作・配給大蔵映画、1973年1月公開（成人映画・映倫番号 17424） - 主演
- 『日本猟奇事件』（改題『谷ナオミ 緊縛』『日本猟奇人身御供 日本猟奇事件より』） : 監督小森白・山本晋也・堀越善明、主演谷ナオミ・宮下順子・大月麗子、製作東京興映、配給新東宝興業、1973年1月公開（成人映画・映倫番号 17489） - 出演、80分の上映用プリントをNFCが所蔵[8]
- 『好色 旅枕百人斬り』 : 製作新井肇・門前忍、監督渡辺護、主演城新子・青山リマ、製作・配給大東映画、1973年1月公開（成人映画・映倫番号 17459） - 出演、78分の上映用プリントをNFCが所蔵[8]
- 『㊙大奥外伝 尼寺淫の門』 : 企画結城良煕、監督藤井克彦、脚本中島丈博、主演小川節子・宮下順子、製作・配給日活、1973年2月21日公開（成人映画・映倫番号 17471） - 出演・「おせん」役、2007年ジェネオンがDVD発売[25]
- 『不倫妻 殺意の幻想』 : 製作・監督・脚本西原儀一、共演森玲子・武藤周作、製作・配給葵映画、1973年2月公開（成人映画・映倫番号 17535） - 主演
- 『性愛秘術』 : 監督小川卓寛、共演城新子・乱孝寿、製作・配給大蔵映画、1973年2月公開（成人映画・映倫番号 17467） - 主演[14]
- 『性神日本列島』 : 監督小川卓寛、主演山谷ますみ、製作・配給大蔵映画、1973年5月公開（成人映画・映倫番号 17601）
- 『新色暦大奥秘話 愛戯お仕込処』 : 企画福田慶治、監督藤井克彦、主演小川節子・潤ますみ、製作・配給日活、1973年6月13日公開（成人映画・映倫番号 17558） - 出演・「岩岡」役
- 『炎の女豹』 : 製作・監督・脚本西原儀一、共演並木洋子・武藤周作、製作・配給葵映画、1973年6月公開（成人映画・映倫番号 17676） - 主演
- 『性愛秘伝』 : 監督小川卓寛、共演城新子、製作・配給大蔵映画、1973年7月公開（成人映画・映倫番号 17665） - 主演[14]
- 『スケバン 女門の体験』 : 監督小川卓寛、主演城新子、製作・配給大蔵映画、1973年8月公開（成人映画・映倫番号 17706） - 出演[14]
- 『大江戸性盗伝 女斬り』 : 企画岡田裕、監督藤井克彦、脚本桂千穂、助監督長谷川和彦、主演小川節子・江角英明、製作・配給日活、1973年9月12日公開（成人映画・映倫番号 17720） - 出演・「お勝」役、上映用プリント（ニュープリント）が現存[22]
- 『年上女の愛淫』 : 監督小川卓寛、主演真湖道代、製作・配給大蔵映画、1973年10月公開（成人映画・映倫番号 17749）

## ビブリオグラフィ
国立国会図書館蔵書等にみる書誌である。
- 「ピンク女優の艶態くらべ」林美樹・谷ナオミ : 『スリーエス』昭和42年6月号所収、なみ木書房、1967年6月発行
- 「インタビュー」香取環・美矢かほる・一星ケミ・谷ナオミ・水城リカ・林美樹 : 『成人映画』第20号所収、現代工房、1967年8月1日発行
- 「セクシー・ムード・イン・ベッド 灯りを消して」林美樹 : 『ユーモアグラフ』昭和44年3月号所収、光彩書房、1969年3月発行
- グラビア : 『別冊近代映画 ダイナミック・グラマー特集号』8月号所収、近代映画社、1969年8月発行
- 「ピンク女優愛の競艶」辰巳典子・林美樹ほか : 『実話情報 えろちか・あるばむ第1集』・『実話情報』昭和46年3月臨時増刊号所収、文献資料刊行会、1971年3月発行